# Estádio Municipal Mauro Sampaio
Estádio Municipal Mauro Sampaio – stadion piłkarski, w Juazeiro do Norte, Ceará, Brazylia, na którym swoje mecze rozgrywa klub Associação Desportiva Recreativa Cultural Icasa.
Pierwszy gol: Natal (Cruzeiro)
W roku 2006 stadion był modernizowany.